# Kirspelwaldniel

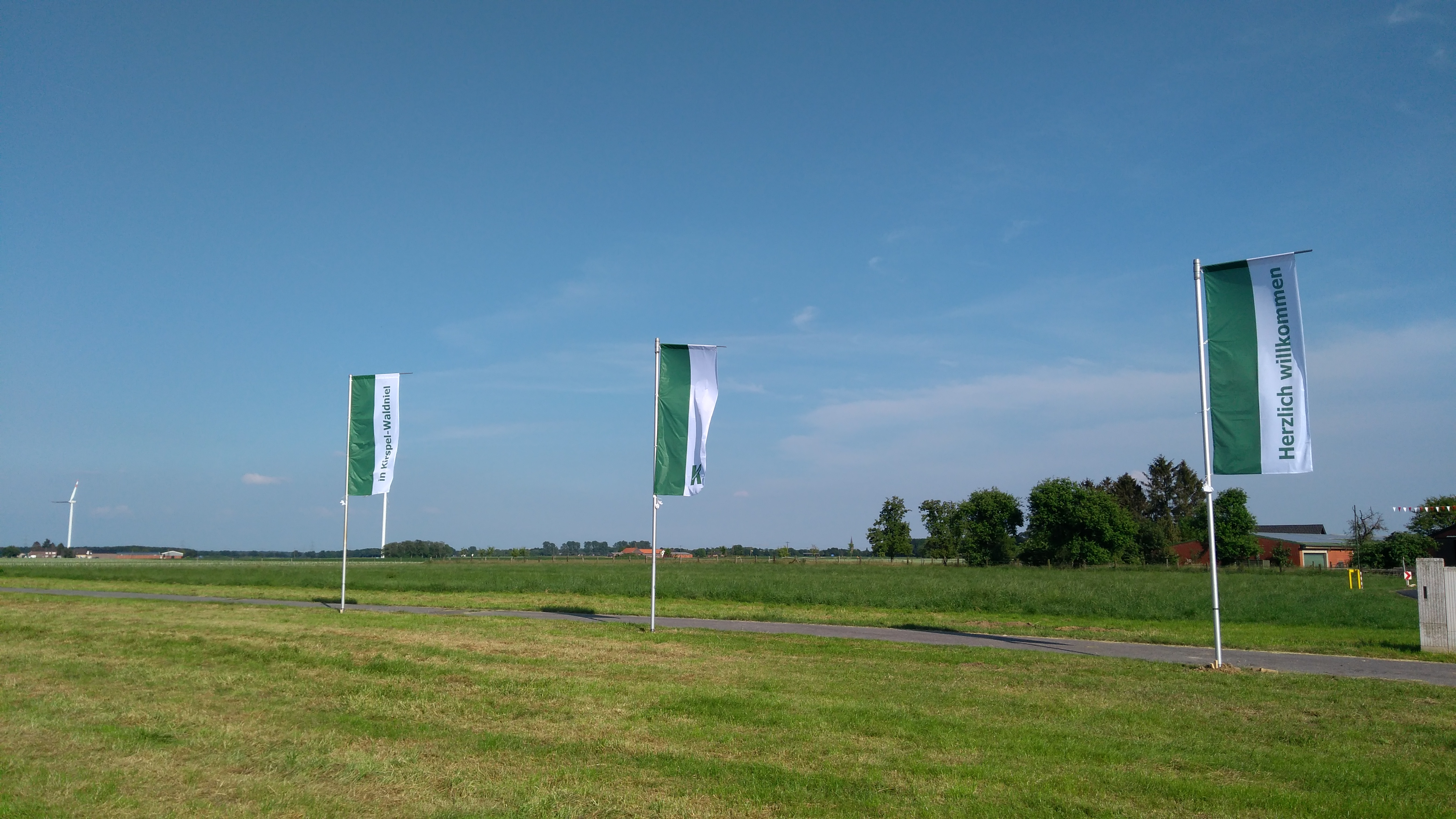

Kirspelwaldniel, auch Kirspel-Waldniel, Kirspel Waldniel oder einfach Kirspel genannt, war bis 1915 eine Gemeinde im damaligen Kreis Kempen in der preußischen Rheinprovinz. Ihr Gebiet gehört heute zur Gemeinde Schwalmtal im Kreis Viersen in Nordrhein-Westfalen.

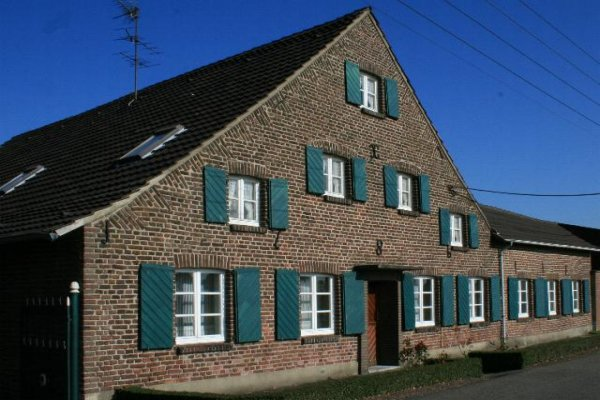
Haus in Stöcken

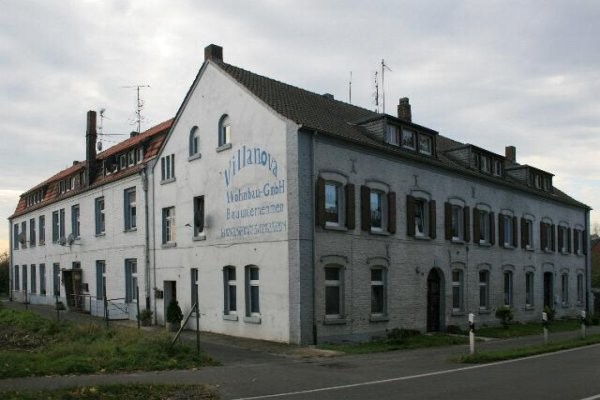
Haus in Hostert

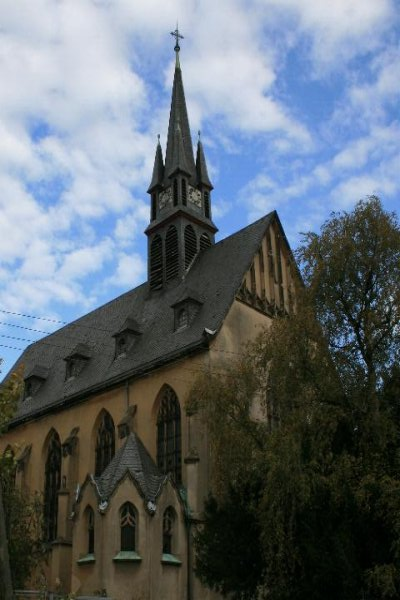
Das ehemalige Josephsheim in Hostert

## Geographie
Die Gemeinde Kirspelwaldniel umfasste das bäuerliche Umland des Kirchorts und Flecken Burgwaldniel. Zur Gemeinde gehörten eine größere Zahl von kleinen Dörfern, Weilern und Einzelhöfen:
| - Am Baum - An der Brock - Berg - Birgen - Dohr - Eicken - Fischeln - Groß Eschenrath - Hausermühle | - Haversloh - Hehler - Hochfeld - Hostert - Klein Eschenrath - Krinsend - Kuckuck - Leloh - Naphausen | - Papelter - Steeg - Stöcken - Ungerath - Weyer - Wintesen - Zoppenberg |

Die Gemeinde umfasste 1885 eine Fläche von 15,07 km².

## Geschichte

### Kirspel bis 1800
Erste Aufzeichnungen aus der Gegend gibt es vom Ortsteil Eicken. Der Name erscheint in einer Urkunde und ist ein Grenzpunkt des Kölner Sprengels. Ein genaues Datum für diese Urkunde gibt es nicht, die Begrenzungen in der Gegend bestanden jedoch das Mittelalter hindurch und sind wahrscheinlich in der Zeit Konstantins (274–337) erfolgt.
Historisch gehörte das Gemeindegebiet von 1305–1801 zum Herzogtum Jülich und ab 1544 zum Amt Brüggen. Bereits zu dieser Zeit entwickelte sich ein Dualismus zwischen dem Kirchort und Flecken Waldniel und den umliegenden rein landwirtschaftlichen Ortschaften, die als „Kirspelwaldniel“ bezeichnet wurden, wobei Kirspel eine niederfränkische Form des Wortes “Kirchspiel” ist. Als Kirchspiel/Kirspel werden die vereinzelt um eine Stadt liegenden Ortschaften und Höfe bezeichnet. Mitte des 13. Jahrhunderts tauchte der Begriff erstmals für diesen Ort auf. Zu der Zeit wurden in Waldniel die ersten Pfarren errichtet und somit auch die Verwaltungsbezirke der Gemeinden bestimmt.
Verschiedene Machtwechsel im Herzogtum Jülich und unterschiedliche Kriege forderten auch von der Bevölkerung seinen Tribut. Bei Verpfändungen der des Amtes mussten die Einwohner zahlen, bei Kriegen mussten Soldaten gestellt und Schulden beglichen werden.
Während der niederländischen Unruhen (1567–1648) gab es einen ständigen Wechsel zwischen katholisch und reformiert. Die Niederländer präferierten die reformierte Kirche, die Spanier hingegen die katholische. Bei niederländischer Führung wurden also katholische Kirchen geschlossen, bei spanischer die protestantischen.
Die Eigenständigkeit Kirspels war jedoch sehr gering. Einen eigenen Bürgermeister gab es nicht. Im ganzen Waldnieler Ort gab es einen Bürgermeister, den von Fleck Waldniel. Die Landgemeinden mussten sich also bei jeglichen Entscheidungen mit den Stadtvorständen absprechen. Die ständige Rivalität und der Kampf um komplette Eigenständigkeit führten später auch zu vielen Gerichtsprozessen. Der erste fand 1707 statt. Kirspelwaldniel und Fleck Waldniel hatten sich Geld von der Freifrau Margarethe von Metternich geliehen. Fleck Waldniel hatte die Zinsen jedoch nicht bezahlt. Auch den Hand- und Spanndiensten war Fleck Waldniel nicht gerecht geworden. Über 2 Instanzen zog sich diese Verhandlung hin. Im Jahr 1714 wurde bestimmt, dass Fleck Waldniel die Hand- und Spanndienste zahlen musste, die Zinsen jedoch nicht.
Nach dem Sieg der Preußen über die Franzosen 1758 musste das Amt Brüggen eine Kontribution an die preußische Armee zahlen. Fleck Waldniel sollte nur 125 Rationen an Hafer, Heu, Stroh und Brot liefern. Von Kirspel wurden davon jeweils 1006 1/4 Rationen verlangt. Dieser Unterschied zeigte die landwirtschaftliche Stärke Kirspels und dem daraus folgenden Unmut der Bevölkerung, dem Bürgermeister von Fleck Waldniel zu unterstehen. Fleck Waldniel war eher handwerklich geprägt.

### Kirspel von 1800–1915
Ab 1794 besetzten die Franzosen Waldniel und somit auch Kirspel, bisherige Verwaltungsformen wurden abgeschafft. Am 30. Dezember 1800 erfolgte auf Grund eines Beschlusses die Aufteilung in zwei Mairien; Burgwaldniel (das französische Wort Bourg bedeutet so viel wie Fleck) und Kirspelwaldniel. Kirspelwaldniel hatte zu dem Zeitpunkt 1214 Einwohner.
Für Fleck Waldniel war die Trennung gegen das öffentliche Wohl gerichtet. Konnten sich jedoch gegen die Entscheidung der Franzosen nicht entgegensetzen. Auch der Wiener Kongress änderte 1815 nichts daran. Das Gebiet wurde aber wieder Preußen zugesprochen. Danach nicht mehr unter dem Begriff Mairien, sondern Bürgermeistereien.
| bis 1808  | Michael Bäumges (als Maire)                                                                                                  |
| 1808–1813 | Johann Laufen (als Maire) |
| 1813–1823 | Johann Peter Hartges (bis 1815 als Maire, danach als Bürgermeister)                                                          |
| 1823–1835 | Jakob Kirschkamp (zugleich Bürgermeister von Burgwaldniel)                                                                   |
| 1835      | Mathias Kremers (Bürgermeistereiverwalter)                                                                                   |
| 1835–1849 | Gustav Kirschkamp (zugleich Bürgermeister von Burgwaldniel)                                                                  |
| 1849–1850 | Peter Arnold Kommens (Bürgermeistereiverwalter) / Heinrich Gendriesch (Gutsbesitzer) unterschiedliche Angaben in den Quellen |
| 1851      | Michael Hartges (wurde gewählt, unzureichende Qualifikation und konnte Bestätigung des Regierungspräsidenten nicht erlangen) |
| 1851–1866 | Gerhard Doergens (zugleich Bürgermeister von Dülken)                                                                         |
| 1866–1889 | Friedrich Wachter (zugleich Bürgermeister von Dülken)                                                                        |
| 1889–1905 | Heinrich Clemens (Ehrenbürgermeister)                                                                                        |
| 1905–1915 | Albert Heitzmann (seit 1904 Bürgermeister von Burgwaldniel)                                                                  |

Kirspelwaldniel musste sehr um seine Eigenständigkeit kämpfen. Seit 1800 galt es zwar als eigenständig, die Gemeinde hatte jedoch nur bis 1823 einen eigenen Bürgermeister. Danach stand es bis 1849 unter dem Bürgermeister Waldniels. Mit Einführung einer neuen Gemeindeordnung 1851 gelang es Kirspel sich von Burgwaldniel zu trennen und gehörte bis 1889 verwaltungsmäßig zu Dülken. Bis 1905 fanden Fleck Waldniel und Kirspel wieder zusammen. Von 1905 bis 1915 regierte der Bürgermeister Waldniels wieder über Kirspelwaldniel.
Der immer noch bestehende Dualismus führte jedoch auch im 19. Jahrhundert zu mehreren Prozessen zwischen den beiden Gemeinden. Ab 1816 gab es Streitigkeiten über das Gebiet der Waldnieler Heide, 1821 führten diese zu mehreren Gerichtsverhandlungen, die sogenannten Heideprozesse. Diese dauerten von 1821 bis 1835 an. Schlussendlich wurde die Waldnieler Heide nach der Anzahl der vorhandenen Feuerstellen im Jahre 1821 in Kirspelwaldniel und Fleck Waldniel aufgeteilt. Für Kirspel machten das mit 282 Feuerstellen 693 1/2 Morgen Land.
Am 1. April 1915 wurden die drei Gemeinden Burgwaldniel, Kirspelwaldniel und Lüttelforst zur neuen Gemeinde und Bürgermeisterei Waldniel zusammengeschlossen.  Der Name Kirspel hat sich nicht weiter gehalten, außer im Namen der St. Michael Bruderschaft Kirspel Waldniel.
Waldniel wiederum wurde 1970 mit Amern zur Gemeinde Schwalmtal zusammengeschlossen.

## Einwohnerentwicklung
| Jahr | Einwohner | Quelle |
| ---- | --------- | ------ |
| 1797 | 1349      | [ 18 ] |
| 1832 | 1496      | [ 19 ] |
| 1861 | 2060      | [ 20 ] |
| 1867 | 2063      | [ 2 ]  |
| 1871 | 2041      | [ 2 ]  |
| 1880 | 2167      | [ 21 ] |
| 1885 | 2117      | [ 1 ]  |
| 1910 | 1839      | [ 22 ] |

## Baudenkmäler
Auf dem ehemaligen Gemeindegebiet stehen das ehemalige Josephsheim in Hostert, der Wasserturm in Steeg, die Hofanlagen Stöcken 8, Eicken 32, Hostert 10, Leloh 14, Leloh 25 und Ungerath 309 sowie die Wohnhäuser Hehler 43 und Hostert 7, 9, 11 und 13 unter Denkmalschutz.

## Brauchtum
Träger des lokalen Brauchtums sind die St. Michael Bruderschaft Kirspel-Waldniel und die St. Josef Schützenbruderschaft Hehler.

### St. Michael Bruderschaft Kirspel-Waldniel
Das genaue Gründungsdatum der St. Michael Bruderschaft Kirspel-Waldniel ist heute nicht mehr bekannt. Es wird auf das Jahr 1652 datiert. Das wurde in einer Generalversammlung 1952 beschlossen. Passenderweise, damit im Jahr 1952 eine 300-Jahr-Feier stattfinden konnte.
Das Einzugsgebiet der Bruderschaft umfasst die Sektionen Stöcken, Birgen, Eicken, Naphausen, Eschenrath, Hochfeld, Waldnieler Heide, Berg, Steeg sowie umliegende Gehöfte.
Die St. Michael Bruderschaft Kirspel-Waldniel besteht aus 11 Gruppen, die bei jedem Schützenfest und Vogelschuss die Bruderschaft vielzählig vertreten. Die Züge sind die Reiterei, die Jäger, die Schwarzen Husaren, die Jungjäger, die Marine, die Königsgarde, der Spießzug, die Grauen, die Roten Husaren, die Fahnenschwenkerinnen und die Schillsch'en Offiziere. Der Zeltplatz befindet sich in der Sektion Naphausen.
Das Schützenfest findet alle 2 Jahre am 2. Wochenende im Juni statt. Im Jahr ohne Schützenfest findet Ende August der Vogelschuss statt.

### St. Josef Schützenbruderschaft Hehler
1928 trennte sich der Ortsteil Hehler wegen starkem Bevölkerungswachstum von der St. Michael Bruderschaft Kirspel-Waldniel ab und gründete seine eigene Bruderschaft, die St. Josef Schützenbruderschaft Hehler. Mit dazu gehören auch die Ortsteile Hostert, Fischeln, Rösler Siedlung und Leloh sowie umliegende Gehöfte.
Die St. Josef Bruderschaft feiert am 1. Juli-Wochenende alle 2 Jahre ihr Schützenfest, welches das größte Kulturfest in Schwalmtal ist. Im anderen Jahr findet am gleichen Wochenende der Vogelschuss statt.